# جو هاميل
جو هاميل (بالإنجليزية: Joe Hamill)‏ (25 فبراير 1984 في المملكة المتحدة - ) هو لاعب كرة قدم بريطاني في مركز جناح. لعب مع ريث روفرز وكوين أوف ساوث وليستر سيتي ونادي أوسترسوند وهارت أوف ميدلوثيان وأردريونيانز وبونيروغ روز أثلاتيك ‏ وFormartine United F.C. ‏ ونادي ليفينغستون لكرة القدم.

## وصلات خارجية
- جو هاميل على موقع قاعدة بيانات كرة القدم.إي يو (الإنجليزية)
- جو هاميل على موقع Soccerbase.com (لاعب) (الإنجليزية)